# Dennstaedtia producta
Dennstaedtia producta là một loài dương xỉ trong họ Dennstaedtiaceae. Loài này được Mett. mô tả khoa học đầu tiên năm 1864.